# Ardisia subpilosa
Ardisia subpilosa är en viveväxtart som beskrevs av Fletcher. Ardisia subpilosa ingår i släktet Ardisia och familjen viveväxter. Inga underarter finns listade i Catalogue of Life.